# 453 (numero)
Quattrocentocinquantatré (453) è il numero naturale dopo il 452 e prima del 454.

## Proprietà matematiche
- È un numero dispari.
- È un numero composto.
- È un numero difettivo.
- È un numero semiprimo.
- È un numero congruente.
- È parte delle terne pitagoriche: (453, 604, 755), (453, 11396, 11405), (453, 34200, 34203), (453, 102604, 102605).

## Astronomia
- 453P/WISE-Lemmon è una cometa periodica del sistema solare.
- 453 Tea è un asteroide della fascia principale del sistema solare.
- NGC 453 è una stella tripla della costellazione dei Pesci.

## Astronautica
- Cosmos 453 è un satellite artificiale russo.